# Pyrgomantis simillima
Pyrgomantis simillima es una especie de mantis de la familia Tarachodidae.

## Distribución geográfica
Se encuentra en África.